# إرتا أليه
إرتا أليه هو درع بركان بازلتي نشط بشكل مستمر في منطقة عفار شمال شرق إثيوبيا، خطٌ منحنٍ من البراكين ينبثق من منحفض داناكيل – «مشهدٌ للرعب والشدائد والموت» .
كَتَبَ المستكشف البريطاني لودوفيكو الأساليب التي استعملها نسبيت في حملته عام 1928، عندما غدا ومرافقاه الإيطاليان أول المستكشفين الأوروبيين الذين يعاينون المجموعة العظيمة من البراكين التي تسمى إرتا أليه.

## الانفجارات
حدث انفجار كبير في 25 سبتمبر 2005 والذي نتج عنه موت 250 رأس من الماشية وأجبر آلاف السكان على الفرار من مكان قريب. وكان هناك مزيد من تدفق الحمم البركانية في أغسطس 2007، مما اضطر إلى أجلاء المئات وأفادت التقارير انفجار في 4 نوفمبر 2008 من قبل علماء في جامعة أديس أبابا.